# Macareo (hijo de Eolo)
En la mitología griega, Macareo o Macar (Μακαρεύς / Makareus) era uno de los hijos de Eolo ,ya sea éste señor de los vientos, ya rey de los tirrenos. En esta última versión la madre de Macareo es una tal Anfítea.
Se dice que Macareo se enamoró de su hermana Cánace y tuvo con ella una hija llamada Anfisa, pues desconocían que el incesto es un tabú para los mortales. Cuando su padre descubrió el incesto quiso echar a su nieta a los perros, y envió a Cánace una espada con la que ella se suicidó. Macareo logró huir a tiempo del castigo de su padre, y se refugió en el santuario de Delfos, donde profesó como sacerdote de Apolo. Con el tiempo su hija Anfisa fue amante de este dios, teniendo de él un hijo al que llamaron Anfiso. También fue amada por Apolo otra de sus hijas, llamada Eubea, que fue madre con él de Agreo. Otra versión de la historia narra que Macareo se suicidó con la misma espada con la que lo hizo su hermana.